# Erdener Treppchen

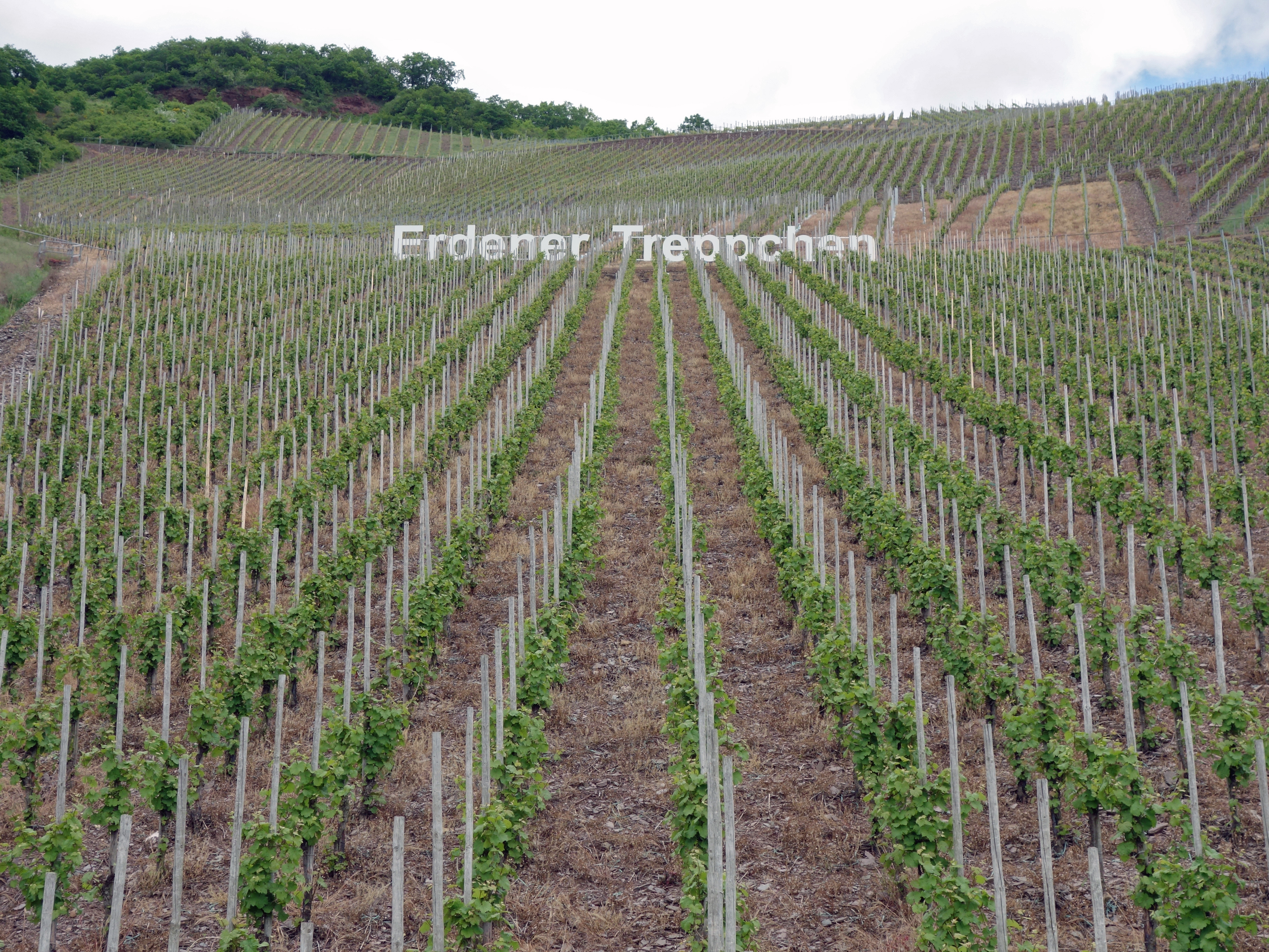
Weinlage Erdener Treppchen an der Mosel

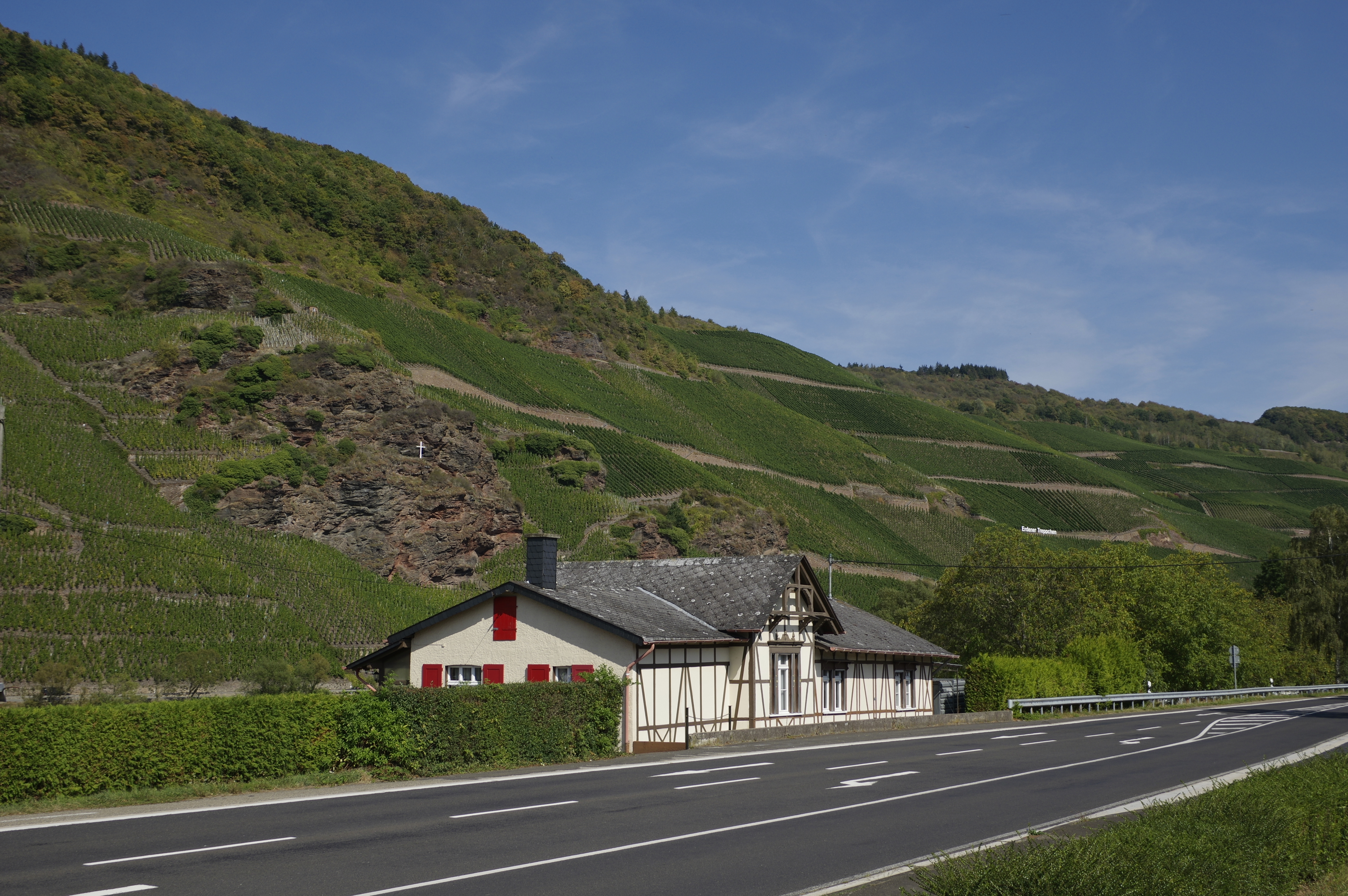
Ehemaliger Bahnhof der Moseltalbahn mit der Weinlage Erdener Treppchen im Hintergrund.

Das Erdener Treppchen ist eine Weinlage der Ortsgemeinde Erden im Anbaugebiet  Mosel, Bereich Bernkastel.

## Weinlage
Die 36 Hektar große Weinlage liegt links der Mosel, gegenüber von Erden und moselabwärts von Ürzig in südlicher Ausrichtung. Der Boden besteht aus Schiefer. Die Lage ist fast ausschließlich mit Riesling bepflanzt. Das Erdener Treppchen ist eine Große Lage des Verbands Deutscher Prädikatsweingüter (VDP) und für Große Gewächse des Bernkasteler Rings zugelassen.
Die heutige Lage Treppchen umfasst u. a. auch die historischen Erdener Lagen Himmelreich, Herzlei, Hahnberg, Bußlay, Hödlay, Schöneberg und Kribslay.

## Kletterweg

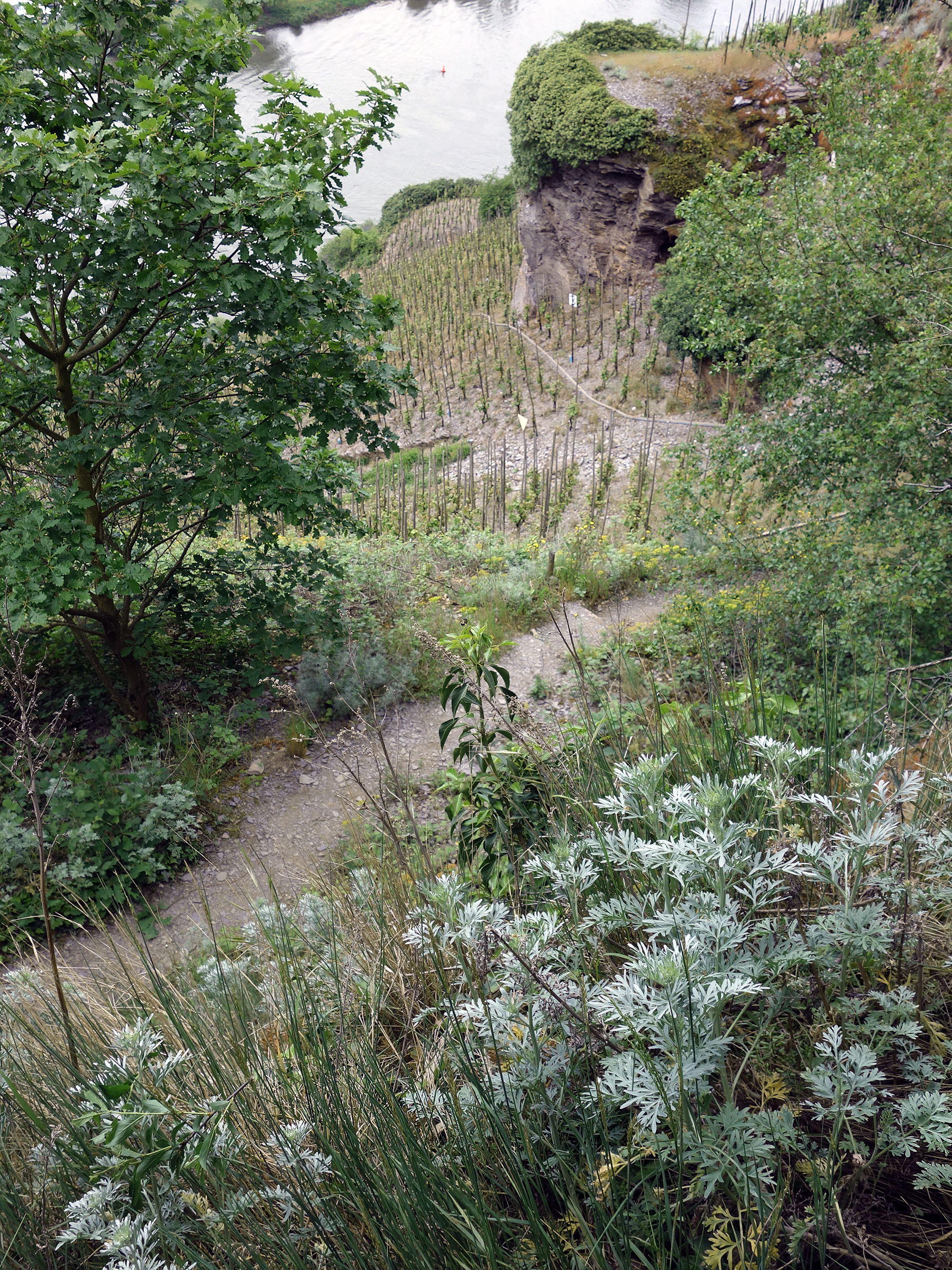
Kletterweg im Erdener Treppchen

Die Weinlage ist durch einen Kletterweg touristisch erschlossen. Von der römischen Kelteranlage an der Mosel aus führt der Weg über Treppen und teilweise sogar Leitern in die Steillage. Der Weg ist als Rundweg mit drei unterschiedlich anspruchsvollen Varianten von maximal 4,3 Kilometern Länge konzipiert.

## Anteilseigner
Folgende Weingüter haben Flächen im Erdener Treppchen:
- Alfred Merkelbach Geschw. Albertz-Erben
- Andreas Schmitges (Bernkasteler Ring)
- Bernhard Jakoby
- Bischöfliche Weingüter Trier
- C.H. Berres
- Dr. Hermann
- Dr. Loosen (VDP)
- Dr. Pauly-Bergweiler (Bernk. Ring)
- Erbes-Henn
- Gebrüder Simon
- Joh. Jos. Christoffel Erben
- Jos. Christoffel jun. (Christoffel-Prüm)
- Karl Erbes
- Kees-Kieren (Bernk. Ring)
- Klaus Lotz
- Markus Molitor (Bernk. Ring)
- Max Ferd. Richter
- Meulenhof (Bernk. Ring)
- Mönchhof – Robert Eymael
- Rich. Jos. Berres (Berres Erben)
- Riesling Manufaktur Rebenhof (Bernk. Ring)
- S. A. Prüm (VDP)
- Schwaab & Sohn
- Stephan Ehlen
- Weinhof Sankt Anna
- Weingut Jus Naturae (Florian Wecker)

Der Bremer Ratskeller pachtet seit 2012 eine Lage im Erdener Treppchen, mit der Pacht wird der Förderverein Römerkelter unterstützt. Der Wein wird als „Senatswein“ vermarktet, der
Verkaufserlös geht an den Martinshof, eine soziale Einrichtung der Stadt.